# Kac-Kac Kócok
A Kac-Kac Kócok (eredeti címe: Ha Ha Hairies) brit televíziós sorozatot az Adastra Creative készítette 2011-ben. Az Egyesült Királyságban a Boomerang Cartoonito blokkja mutatta be 2012. április 2-án. Magyarországon szintén a Boomerangnak a Cartoonito blokkja mutatta be 2012. június 1-én.

## Történet
A Kac Kac Kócok Kócfölde nevű fantáziavilágában játszódik, ahol minden kócos. A Kóc család egy kócos házban él, kócos kertjük van és kócos autójuk. Megpróbálják mindig elkerülni a Sampon kastély aljas lakóját Bru Ha Ha Borist.

## Szereplők
| Szereplő neve           | Eredeti hang     | Magyar hang    |
| ----------------------- | ---------------- | -------------- |
| Kwiff (Kóc tündér fiú)  | Nigel Pilkington | Sánta László   |
| Wiggy (Kóc tündér lány) | Elain Llwyd      | Vágó Bernadett |

| Szereplő neve   | Színész neve    |
| --------------- | --------------- |
| Bru Ha Ha Boris | Rew Lowe        |
| Bru Ha Ha Boie  | John Winchester |
| Kóc Mama        | Becky Kitter    |
| Kóc Papa        | Quinn Patrick   |
| Kóc Mini        | Josie Cerise    |
| Kóc Nanna       | Erika Poole     |
| Csivavaú        | Nem szólal meg  |

## Epizódok
| #   | Eredeti cím                                        | Magyar cím | Eredeti premier  | Magyar premier    |
| --- | -------------------------------------------------- | ---------- | ---------------- | ----------------- |
| 1.  | The Day Of Pa’s Bumper Birthday Bonanza            |            | 2012. április 2. | 2012. június 1.   |
| 2.  | The Day That Belonged to Ma                        |            |                  | 2012. június 2.   |
| 3.  | The Day Pa Found Pirate Treasure                   |            |                  | 2012. június 1.   |
| 4.  | The Day of the Big Clean Up                        |            |                  | 2012. június 2.   |
| 5.  | The Day to Say Hooray for Friends!                 |            |                  | 2012. június 3.   |
| 6.  | The Day Ma Had a Terrible Time with the Tootletub  |            |                  | 2012. június 3.   |
| 7.  | The Day a Hairy Hoglet Came to Stay                |            |                  | 2012. június 4.   |
| 8.  | The Day the Hairies Posed for Pie                  |            |                  | 2012. június 4.   |
| 9.  | The Day of the Great Big Doggy Dig                 |            |                  | 2012. június 5.   |
| 10  | The Day the Hairies Got to Play with Pa’s Old Toys |            |                  | 2012. június 5.   |
| 11. | The Day of the Happy Hairy Circus                  |            |                  | 2012. június 6.   |
| 12. | The Day Boris Grew a Mean Hairy Bean               |            |                  | 2012. június 6.   |
| 13. | The Day Boris Got a Bright New Bedroom             |            |                  | 2012. június 7.   |
| 14. | The Day the Bristly Whistler Whistled for Boris    |            |                  | 2012. június 8.   |
| 15. | The Day Nanna Made a Hairy Dingle Dangle           |            |                  | 2012. június 26.  |
| 16. | The Day of the Great Ha Ha Ha Along                |            |                  | 2012. június 11.  |
| 17. | The Day of the Puffety Pompom Dance                |            |                  | 2012. június 27.  |
| 18. | The Day Nanna Made a Pa for Ma                     |            |                  | 2012. június 22.  |
| 19. | The Day Boris Met a Hairy Spooklet                 |            |                  | 2012. június 15.  |
| 20. | The Day of the Wifty Wafty Wig Disaster            |            |                  | 2012. június 12.  |
| 21. | The Day to Be Happy and Hairy at Home              |            |                  | 2012. június 16.  |
| 22. | The Day Pa’s Junk Went Clunkety Clunk              |            |                  | 2012. november 1. |
| 23. | The Day of the Big Stink                           |            |                  | 2012. június 17.  |
| 24. | The Day for Some Hairy Helping Hands               |            |                  | 2012. június 13.  |
| 25. | The Day for Dancing and Prancing                   |            |                  | 2012. június 18.  |
| 26. | The Day Nanna Won the Hairy Paintbrush Prize       |            |                  | 2012. június 14.  |
| 27. | The Day of the Great Waa Waa Waa                   |            |                  |                   |
| 28. | The Day to Go Away on a Hairy Holiday              |            |                  |                   |
| 29. | The Day of Bubbles and Beans                       |            |                  |                   |
| 30. | The Day to Play with the Best Pet in Hairyland     |            |                  |                   |
| 31. | The Day to Fly High in the Hairy Sky               |            |                  |                   |
| 32. | The Day to Bake a Ha Ha Hairy Cake                 |            |                  |                   |
| 33. | The Day the Clatterbanger Went to Hairytown        |            |                  |                   |
| 34. | The Day of Nanna’s Arty Party                      |            |                  |                   |
| 35. | The Day Pa Found a Crimpy Crawly                   |            |                  |                   |
| 36. | The Day Pa Planted the Frillyfuzz Flowers          |            |                  |                   |
| 37. | The Day Chihua Ha Ha Followed His Nose             |            |                  |                   |
| 38. | The Day for Hilhairious Hair                       |            |                  |                   |
| 39. | The Day Nanna Went Potty with Pots                 |            |                  |                   |
| 40. | The Day Ma Made the Hairy Hideysuns                |            |                  |                   |
| 41. | The Day Pa Lost His Ha Ha                          |            |                  |                   |
| 42. | The Day for a Splash and a Boing                   |            |                  |                   |
| 43. | The Day for an Arty Surprise                       |            |                  |                   |
| 44. | The Day of the Tippy Tappy Letterwriter            |            |                  |                   |
| 45. | The Day for Wishes to Come True                    |            |                  |                   |
| 46. | The Day of the Whopping Great Whiskery Carrot      |            |                  |                   |
| 47. | The Day of the Fruity Furball Race                 |            |                  |                   |
| 48. | The Day for Pumperdongs and Pies                   |            |                  |                   |
| 49. | The Day Nanna Gave Everyone the Giggles            |            |                  |                   |
| 50. | The Day to Float in the Bottlebrush Boat           |            |                  |                   |
| 51. | The Day the Hairies Played the Plinky Plonky       |            |                  |                   |
| 52. | The Day of the Big Camp Out                        |            |                  |                   |